# Épreuve no 1 des Q School 2018
L'épreuve no 1 des Q School 2018 est un tournoi qualificatif à la saison 2018-2019 de snooker. L'évènement s'est déroulé du 14 au 19 mai 2018 à Burton upon Trent, en Angleterre sur le site du Meadowside Leisure Centre. L'épreuve est organisé par la WPBSA.
Elle permettra à 4 participants sur les 202 inscrits au départ de  devenir professionnels pour 2 ans et donc de pouvoir concourir dans les principaux tournois de snooker internationaux,.

## Format
Les joueurs inscrits au tournoi sont chacun assignés à une des 4 sections. Le vainqueur de chaque sections devient professionnel pour 2 ans. Les rencontres se sont jouées au meilleur des 7 manches.

## Tableau

### Tour qualificatif
- Jordan Brown 2-4  Jak Jones
- Sam Baird 4-2  Hu Hao
- Hammad Miah 4-0  Luke Simmonds
- Sam Craigie 4-0  Dechawat Poomjaeng

## Centuries
- 133, 102  Sam Baird
- 125  Phil O’Kane
- 124  Michael Williams
- 119, 101, 100  Sam Craigie
- 118, 101  Hammad Miah
- 118  Ben Hancorn
- 118  Jordan Brown
- 117  James Silverwood
- 114  Haydon Pinhey
- 114  Hu Hao
- 110  Laxman Rawat
- 108  Jamie O'Neill
- 106  Jamie Cope
- 103  David Lilley
- 103  Jak Jones
- 101  Jamie Curtis-Barrett
- 101  Jake Nicholson
- 101  Brandon Sargeant
- 100  Kristján Helgason